# Antonio Rabinad
Antonio Rabinad Muniesa (Barcelona, 1927 - Barcelona, 29 de agosto de 2009) fue un escritor español, considerado uno de los autores que mejor retrató a Barcelona durante la posguerra española.

## Biografía
Su padre, un excampesino aragonés, veterano de la guerra del Rif y radicado en Barcelona, fue fusilado en 1937 por miembros de la FAI. Debido a este hecho, Antonio Rabinad se vio obligado a abandonar sus estudios y a trabajar desde pequeño para ayudar a su familia.
Publicó su primer cuento, El asombro, en el semanario Destino. Su primera novela, Los contactos furtivos, obtuvo en 1952 el Premio Internacional de Novela de la editorial José Janés, con un jurado integrado por Somerset Maugham, Eugenio D'Ors y Wenceslao Fernández Flórez. La censura franquista retrasó su publicación hasta 1956 y en 1985 la Editorial Bruguera publicó una edición integra. En 1967, obtuvo el Premio Ciudad de Barcelona por la novela El niño asombrado, y en 1985 el Premio Internacional de Novela Ciudad de Barbastro por La transparencia.
La mayor parte de la obra de Rabinad transcurre en el barrio barcelonés de El Clot, su barrio natal y donde vivió la mayor parte de su vida. En ella retrata las consecuencias de la guerra en la población y en la ciudad misma: el hambre, el desempleo, la falta de expectativas, la soberbia y los abusos de los vencedores, el deterioro de los escenarios urbanos y la represión sexual que caracterizaron al período de posguerra. La mirada infantil de la guerra está presente en novelas semiautobiográficas como El hombre indigno y El niño asombrado. 
En conjunto con el director de cine Vicente Aranda escribió los guiones de las películas Las crueles (1969), Tiempo de silencio (1986) y Libertarias (1996) (basada en su novela La monja libertaria). También escribió guiones para la televisión.
Fue contemporáneo de la Generación del 50 y en particular estuvo cercano al grupo denominado Escuela de Barcelona, del que formaron parte Jaime Gil de Biedma, Carlos Barral, Juan Marsé, Juan García Hortelano, Manuel Vázquez Montalbán, Juan Goytisolo, Terenci Moix y Eduardo Mendoza. 
Sin embargo, a pesar de la calidad de su obra y de la importancia de sus colaboraciones, se omite incluirlo dentro de esa generación. Al respecto, Carlos Barral declaró:

Un tópico muy arraigado en los mentideros y tertulias literarias de mi generación y de las siguientes es la opinión de que el reconocimiento de las muchas virtudes de la prosa de Antonio Rabinad y de su mucho talento narrativo llega muy despacio, serpenteando por entre, si no la indiferencia, sí la fugacidad de la crítica y la ignorancia y desmemoria del público lector.

Vivió en Francia y en 1957 se radicó en Venezuela, donde durante varios años fue guionista de radioteatros, entre otros empleos. En 1965 regresó a Barcelona, con motivo de la publicación de A veces, a esta hora.
En 1989 publicó su obra más importante, Memento Mori, a la que se considera como «la novela de la Barcelona de la guerra y de la posguerra». Rabinad escribió esta novela en un momento de graves penurias económicas, luego de ser despedido de la dirección literaria de la editorial Seix Barral. En el prólogo de dicha novela el mismo autor dijo:

Empecé a escribir Memento mori en julio del 76, cuando, por circunstancias que no hacen al caso, me encontré sin empleo. Cuarenta y nueve años, casado, cuatro hijos. El sujeto que me había puesto en esa situación no era siquiera un gran canalla, sino a lo sumo un pequeño canalla. Sin embargo, él es la causa indirecta de este libro. «El Destino, si existe, es hábil», es una de las frases obsesivas de Zoilo, que la encontró en Victor Hugo: claro que existe y por supuesto es hábil. Todos somos peones en su Juego.

Durante muchos años, y hasta su fallecimiento en 2009, mantuvo una parada dominical de libros de segunda mano en el Mercado de San Antonio.

## Obra
- Los contactos furtivos (primera edición expurgada por la censura, 1956 - edición integra, Bruguera, 1985)
- Un reino de ladrillo (1960)
- A veces, a esta hora (Seix Barral, 1965)
- El niño asombrado (1967)
- Marco en el sueño (Galaxia Gutenberg, 1969)
- La transparencia (1985)
- La monja libertaria (1985, editada en 1996 como Libertarias)
- Memento Mori (Bibliotheca del Fenice, Argos Vergara, 1983)
- Juegos autorizados (Planeta, 1997)
- El hombre indigno: una vida de posguerra (Alba editorial, 2000)
- El hacedor de páginas (Lumen, 2004)